# Sielsowiet wołowski
Sielsowiet wołowski (ros. Воловский сельсовет) – jednostka administracyjna (osiedle wiejskie) wchodząca w skład rejonu wołowskiego w оbwodzie lipieckim w Rosji.
Centrum administracyjnym sielsowietu jest wieś (ros. село, trb. sieło) Wołowo.

## Geografia
Powierzchnia sielsowietu wynosi 58,04 km².

## Historia
Status i granice sielsowietu zostały określone ustawami obwodu lipieckiego nr 114 i nr 126 z roku 2004.

## Demografia
W 2018 roku sielsowiet zamieszkiwało 3354 mieszkańców.

## Miejscowości
W skład sielsowietu wchodzą miejscowości: Wołowo, Wołowskije Wysiełki.